# Aus 12 wird 1 (1984)
Unter dem Titel aus 12 wird 1 fand die österreichische Vorentscheidung zum Eurovision Song Contest 1984 am 22. März 1984 statt. Anita gewann und vertrat Österreich in Luxemburg, wo sie auf den 19. Platz landete.  

## Format
Wie im Vorjahr standen 12 Interpreten und Lieder zur Auswahl. Der Gewinner wurde von 250 Personen gewählt. Die Show wurde von der Fernsehmoderatorin und Talkmasterin Vera Russwurm moderiert. Ausgestrahlt wurde die Sendung parallel auf ORF 2 und Ö3.
Andreas Wörz nahm nach 1983 zum zweiten Mal beim Österreichischen Vorentscheid zum Eurovision Song Contest teil. Im Jahr zuvor belegte er den 10. Platz. Gary Lux war Backgroundsänger von Anita und vertrat als Mitglied von Westend Österreich beim Eurovision Song Contest 1983 in München.

## Voting
| Platz | Startnr. | Interpret                 | Lied                       | Stimmen |
| ----- | -------- | ------------------------- | -------------------------- | ------- |
| 01.   | 05       | Anita                     | Einfach weg                | 1.404   |
| 02.   | 11       | Gitti Seuberth & Gary Lux | Kumm hoit mi               | 0931    |
| 03.   | 09       | Andreas Wörz              | Singen is Gold             | 0872    |
| 04.   | 10       | Peter Jug                 | Saison                     | 0567    |
| 05.   | 03       | The Kids                  | Schatten der Vergangenheit | 0517    |
| 06.   | 04       | Andy Marek                | Top Secret                 | 0516    |
| 07.   | 06       | By Chance                 | Vogel im Wind              | 0469    |
| 08.   | 01       | Sandra Wells              | Hier ist mein Lied         | 0369    |
| 09.   | 02       | Martha Butbul             | He, du                     | 0352    |
| 10.   | 07       | Birgit                    | Ich bin Frau               | 0270    |
| 11.   | 12       | Helmut Rulofs             | Erste Liebe                | 0204    |
| 12.   | 08       | Ruth Hale                 | Ich steh' unter Strom      | 0130    |